# Monument Records
Monument Records ist ein US-amerikanisches unabhängiges Plattenlabel, das im Jahr 1958 in Baltimore gegründet und durch Roy Orbisons große Hits bekannt wurde.

## Gründungsphase

Billy Grammer - Gotta Travel On

Der Gründer das Labels Fred Luther Foster verließ seinen Job als Vertriebsmanager des Plattengroßhandels J & F Wholesale Record Distributors, Baltimore, im Januar 1958. Seine Ersparnisse von 1.200 Dollar verwendete er für die Gründung des unabhängigen Plattenlabels Monument Records, das er nach dem Washington Monument benannte. Nach Gründung von Monument Records im März 1958 benötigte Foster ganze 5 Monate, bis er einen Titel fand, den er als ersten des Labelkatalogs veröffentlichen konnte. Bei anderen Labels bedurfte es indes weniger Tage, bis ein erster Song auf den Markt kam. Es handelte sich um einen Folksong mit langer Vorgeschichte und archaisch klingendem Text, dessen Titel durch Folksänger Paul Clayton von Done Laid Around in Gotta Travel On geändert wurde und eine dritte Strophe hinzukam. Paul Clayton erhielt im Oktober 1959 einen Plattenvertrag bei Monument Records.
Die lange Wartezeit hatte sich gelohnt, denn Gotta Travel On mit Billy Grammer entwickelte sich nach Veröffentlichung im Oktober 1958 zum ersten Millionenseller des neuen Plattenlabels und zum Crossover-Hit. Der Titel hatte im Februar 1959 bereits 900.000 Exemplare verkauft, Wochen später war die Millionengrenze überschritten. Noch im Jahr 1959 verlegte Foster den Firmensitz von Baltimore nach Nashville/Tennessee, dem Zentrum der Country-Musikindustrie.

## Roy Orbison

Roy Orbison - Oh, Pretty Woman

Roy Orbison konnte man bei Sun Records ab März 1956 stilistisch nicht richtig einordnen. Orbisons Wunsch nach großen Orchesterproduktionen wollte ihm Produzent Jack Clement bei Sun Records nicht erfüllen, denn „aus Dir wird nie ein Balladensänger.“ Ohne jeden Hit wechselte Orbison zunächst im September 1958 zu RCA Records, wo Produzent Chet Atkins ebenfalls keine Perspektiven sah. Am 23. April 1959 übernahm Fred Forster die Rolle des Produzenten im RCA-Tonstudio von Nashville auf Vermittlung von Bob Moore. Orbisons erste Platte Paper Boy (Monument 45-409) wurde am 28. September 1959 herausgebracht. Die vierte Aufnahmesession am 26. März 1960 brachte schließlich den Durchbruch. Mit den Instrumentalisten des „Nashville Sound“ Harold Bradley und Hank Garland (Gitarre), Bob Moore (Bass), Floyd Cramer (Piano), Boots Randolph (Saxophon), Buddy Harman (Schlagzeug) sowie einer Violinen-Begleitung und den Anita Kerr Singers produzierte Forster 4 Titel, darunter Only the Lonely (Know the Way I Feel). Um Orbisons weiche Stimme nicht in der Instrumentation untergehen zu lassen, wurde eine improvisierte Isolierkammer mit Garderobe geschaffen und dadurch sein Gesang stärker in den Vordergrund gerückt. Die Ballade erforderte eine Stimme zwischen B-Moll 3 bis C 5, letzteres im Falsett; das sind etwas mehr als zwei Oktaven innerhalb eines Bereichs von 17 Noten. Zusammen mit der B-Seite Here Comes That Song Again wurde die Single am 9. Mai 1960 veröffentlicht (45-421). Von Orbison wurden 12 Millionenseller abgeliefert, neben Only the Lonely auch Blue Angel, Running Scared, Crying, I’m Hurting, Dream Baby, I’m Workin’ For the Man, In Dreams, Mean Woman Blues und Falling. Größter Erfolg für Orbison und Monument Records war Oh, Pretty Woman mit 7 Millionen weltweit verkaufter Singles, der letzte Millionenseller war It’s Over. Orbison nahm 75 Titel bei Monument Records auf, brachte es auf 18 Hitsingles und 5 LPs und war mit Abstand der wichtigste Künstler des Labels, bevor er im Juli 1965 von MGM Records mit $ 1 Million geködert wurde. Monument war finanziell nicht imstande, eine derart große Summe wie der MGM-Konzern aufzubringen. Hier brachte er es bis 1973 auf 156 Titel. Selbst so erfahrene Produzenten wie Wesley Rose und Jim Vienneau schafften es für MGM nicht, auch nur annähernd an die früheren Monument-Erfolge anzuknüpfen.
Wichtig für Monument Records war auch Saxophonist Boots Randolph, dessen LPs Angaben von Foster zufolge jeweils mindestens 500.000 Stück umsetzten. Moores Orchester begleitete auch Orbison bei seinen Hits. Bob Moores Instrumentalhit Mexico (45-446) war im Juli 1961 der nächste Millionenseller, als Monument Records bereits ein etabliertes Label im Plattenmarkt war.
Im Februar 1963 gründete Foster das Sublabel Sound Stage 7, das für Rhythm and Blues zuständig war. Erster Hit waren die Dixiebelles mit (Down at) Papa Joe’s, das im September 1963 bis auf Rang 9 der Rhythm-&-Blues-Charts vordrang.

## Entwicklung ohne Roy Orbison
Im Jahr 1965 wurde durch den Weggang von Bob Moore bekannt, dass dieser zu 37 % an Monument Records beteiligt war. Moore glaubte, dass sein Instrumentalhit Mexico nur deshalb eine Chance hatte, weil er Mitinhaber des Labels war. Moore, einer der meistgefragten und besten Sessionbassisten, hatte wiederum Orbison veranlasst, zu MGM Records zu wechseln. Ohne die beiden Künstler geriet Monument Records in eine erste Krise.
Im Februar 1964 erwarb Foster von Sam Phillips ein Tonstudio (mit einer 3-Spur Ampex) in Nashville (319, 17. Avenue North in der obersten Etage des Cumberland Buildings), das er in Fred Foster Sound Studios umbenannte. Einer der ersten Künstler im Studio war Rusty Draper (seit Juli 1963 bei Monument), der hier ab Juli 1964 regelmäßig aufnahm wie auch Roy Orbison. Dieser stand im neuen Studio bereits am 10. März 1964 hinter den Mikrofonen für It’s Over. Zu jener Zeit war Monument Records das größte Independent-Label in Nashville.
Hier produzierte Foster auch die noch unbekannte Dolly Parton, die im September 1964 einen Vertrag von Monument Records erhalten hatte. Sie hatte gerade zusammen mit Bill Owens den vom BMI mit einem Award ausgezeichneten Country-Titel Put it Off Until Tomorrow geschrieben, den Bill Phillips bis auf Rang 6 der Country-Charts brachte. Ihre ersten Aufnahmen in den Fred Foster Sound Studios entstanden im September 1964; am 22. Juni 1965 wurde ihre Komposition Put it Off Until Tomorrow dort aufgenommen. Bis September 1967 entstanden mit Parton 44 Titel, von denen lediglich 2 die Country-Charts erreichten. Als Parton im Oktober 1967 zu RCA wechselte, begann erst ihre Karriere durch Produzent Bob Ferguson.
Auch der ebenfalls noch nicht berühmte Willie Nelson nahm am 6. Juli 1964 hier 4 Titel für Monument Records auf, um dann zu RCA zu wechseln. Erst im Oktober 1981 kehrte er als erfolgreicher Country-Star wieder zurück und überließ sporadisch die Produktionsarbeit seinem Mentor Fred Foster - allerdings in anderen Tonstudios. In die Country-Szene von Nashville und Monument Records drang ab Dezember 1966 eine blues-orientierte Musik aus dem Mississippi-Delta vor, die ein gewisser Tony Joe White auf dem Monument-Label präsentierte. Zu dem als Swamp-Music titulierten ungewöhnlichen Sound trugen in Nashvilles RCA-Studio ein paar Sessionmusiker aus Memphis bei (Chip Young -Gitarre-, Jerry Carrigan/Jimmy Isbell -Schlagzeug- und David Briggs -Piano/Orgel-). Es entstand im Juni 1968 der mit Bläsern garnierte Titel Polk Salad Annie, der bis auf Rang 9 der Pop-Charts gelangte.

## Karrierebeginn bei Monument Records

Kris Kristofferson - Why Me

Foster hielt sein Tonstudio auf dem neuesten Stand der Technik. Am 15. Dezember 1966 ging im Foster-Studio die erste 8-Spur-Aufnahmetechnik (3M-Company) von Nashville in Betrieb. Das Gebäude musste jedoch samt Studio 1969 einem Versicherungsgebäude weichen. Danach eröffnete Foster im Mai 1969 Monument Recording auf der Music Row in Nashville (114, 17. Ave South), wo als einer der ersten Künstler Roger Miller mit seinem Produzenten Jerry Kennedy ab 16. Mai 1969 aufnahm – allerdings als Auftragsproduktion für Smash Records.
Nach dem Weggang von Orbison hatte sich Foster auf Country-Musik konzentriert und akquirierte Künstler wie Billy Walker, Grandpa Jones, Willie Nelson, Tony Joe White oder Larry Gatlin. Seit Oktober 1966 nahm Billy Swan im Monument Recording Studio unter Aufsicht von Foster auf; doch erst unter Musikproduzent Chip Young gelang ihm im September 1974 das One-Hit-Wonder I Can Help, veröffentlicht bei Monument Records.
Am 20. Oktober 1969 erschien ein noch unbekannter Kris Kristofferson im Monument-Tonstudio und nahm seine Eigenkomposition Help me Make it Through the Night auf. Kristofferson bescherte dem Label den im Juli 1972 von Foster produzierten Millionenseller Why Me, der am 8. Dezember 1973 mit einer Goldenen Schallplatte ausgezeichnet wurde. Kristofferson blieb bis Juli 1982 bei seinem Produzenten und Labelinhaber Fred Foster. Orbison kehrte für das Album Regeneration (Januar 1977) zu Monument zurück, doch beide konnten nicht mehr die künstlerische Atmosphäre revitalisieren, die sie in den sechziger Jahren erreicht hatten.

## Krise und Pleite
Monument Records unterhielt keine eigene Vertriebsorganisation, sondern wurde abwechselnd von London Records (Tochterlabel der britischen Decca Records; 1959–1961), CBS Records (1971–1976), PolyGram (1976–1979) und London Records of Canada Ltd. vertrieben. Ab 1961 nahm Monument Records das Vertriebsnetz unabhängiger Plattenlabels in Anspruch.
Ab 1981 hatte Foster einen Teil seines Vermögens in die United Southern Bank of Nashville investiert, die im Oktober 1982 in Konkurs ging. In der Folge gab es erste größere finanzielle Probleme bei Monument Records. Im August 1982 wurde Bob Fead neuer Präsident, doch dieser konnte die strukturellen Schwierigkeiten nicht beseitigen, sodass im März 1983 mit 7,3 Millionen Dollar Schulden Konkurs angemeldet werden musste. Am 21. April 1987 wurde das Restvermögen des Konkurslabels von CBS erworben, das seinerseits im Oktober 1997 den Firmennamen Monument Records der Nashville-Abteilung von Sony Music überließ.

## Nachwirkungen
Ein Jahr später verklagten die Orbison-Erben den Rechtsnachfolger von Monument Records, Sony Music, auf Nachzahlung von Royaltys und Tantiemen in Höhe von 12 Millionen Dollar, weil CBS die Orbison-Masteraufnahmen von Monument erworben habe und im Januar 1988 selbst an Sony Music verkauft worden wäre, ohne dass die Zweitverwertungserlöse korrekt offengelegt worden wären. Demnach sei angeblich auch die Lizenzgebühr von 25.000 Dollar für den Orbison-Song Oh, Pretty Woman als Verwendung im Kinofilm Pretty Woman (US-Premiere am 25. März 1990) nicht ordnungsgemäß nachgewiesen worden.

## Künstler (soweit nicht im Text erwähnt)
- Arthur Alexander
- Cindy Walker
- The Dixie Chicks
- Larry Gatlin and the Gatlin Brothers